# Stienta
Stienta is een gemeente in de Italiaanse provincie Rovigo (regio Veneto) en telt 3118 inwoners (31-12-2004). De oppervlakte bedraagt 24,1 km², de bevolkingsdichtheid is 129 inwoners per km².
De volgende frazioni maken deel uit van de gemeente: Zampine.

## Demografie
Stienta telt ongeveer 1200 huishoudens. Het aantal inwoners steeg in de periode 1991-2001 met 0,2% volgens cijfers uit de tienjaarlijkse volkstellingen van ISTAT.
| Jaar | Inwoneraantal |
| ---- | ------------- |
| 1991 | 3004          |
| 2001 | 3010          |

## Geografie
Stienta grenst aan de volgende gemeenten: Bagnolo di Po, Castelguglielmo, Ferrara (FE), Fiesso Umbertiano, Gaiba, Occhiobello.